# Marine yéménite
 (janvier 2024).
Si vous disposez d'ouvrages ou d'articles de référence ou si vous connaissez des sites web de qualité traitant du thème abordé ici, merci de compléter l'article en donnant les références utiles à sa vérifiabilité et en les liant à la section « Notes et références ».
La marine yéménite et les forces de défense côtière sont la composante maritime des forces armées yéménites. La marine yéménite est créée en 1990 lors de l'unification du Yémen.
Dès le début de ses opérations, le Yémen rencontre des difficultés à stopper le trafic de drogues par voie maritime. En 2006, le pays achète 10 patrouilleurs de la classe Bay, qui se révèlent très efficaces pour empêcher les passeurs d'entrer au Yémen. Les patrouilleurs sont cependant destinés aux garde-côtes yéménites et non à la marine yéménite. De même, les 10 navires achetés appartiennent à la garde côtière (en) et non à la marine.
Lors de la crise des îles Hanish, le Yémen prépara sa marine à un assaut contre les îles Hanish et l'Érythrée. L'Érythrée détruisit accidentellement un navire russe, pensant qu'il s'agissait d'un navire yéménite. L’invasion n’a toutefois jamais eu lieu depuis la conclusion d'accords entre l’Érythrée et le Yémen,.

## Histoire

### Unification de 1990
En 1990, lors de l'unification yéménite, la marine du Yémen du Sud fusionne avec la marine du Yémen du Nord. Sur les 11 000 marins et 2 700 officiers que compte la marine, la moitié sont contraints à la retraite obligatoire. La marine yéménite du Sud comprend également 5 bateaux lance-missiles de la classe Osa, 8 dragueurs de mines de la classe T-43 et 1 navire de débarquement de la classe Ropucha, qui seront tous transférés dans la marine yéménite[réf. nécessaire].

### Seconde guerre civile yéménite
Depuis le déclenchement de la guerre civile au Yémen en mars 2015, on sait qu'au moins certains éléments de la marine se sont rangés du côté du Comité révolutionnaire suprême dominé par les Houthis et des loyalistes de l'ancien président Ali Abdullah Saleh. La composante maritime a publié une déclaration en octobre 2016 selon laquelle tout navire saoudien pénétrant dans les eaux territoriales du Yémen sera détruit. La marine yéménite aurait attaqué deux navires de guerre saoudiens et le HSV-2 Swift émirati au large des côtes de la mer Rouge. Pour cette raison, la force aérienne royale saoudienne a attaqué la base navale d'al-Hudaydah et détruit deux des trois bateaux lance-missiles rapides de fabrication chinoise du Yémen. La marine yéménite, prétendument soutenue par des conseillers iraniens, a réparé et fait passer clandestinement des missiles de croisière antinavires Noor et leurs lanceurs et les a couplés à des radars maritimes, utilisés pour cibler les navires de la coalition. Le missile Noor ou le C-802 original ont été nommés « Al Mandab-1 », le revendiquant comme une conception et une production yéménites originales. Le navire-citerne saoudien Boraida a été visé sans signaler de dégâts.
En octobre 2016, alors que les navires de la marine américaine patrouillent dans la zone pour soutenir leurs alliés saoudiens, les forces houtis font feu avec une douzaine de missiles de croisière durant trois jours. En réponse, l'USS Nitze lance cinq missiles de croisière Tomahawk et détruit trois sites radar maritimes houtis. L'armée de l'air saoudienne a également mené des frappes aériennes et détruit une autre station radar yéménite. Depuis lors, faute de radars à batterie terrestre, la marine yéménite a commencé à déployer des vedettes rapides et les derniers bateaux lance-missiles rapides pour suivre approximativement les navires de la coalition saoudienne[réf. nécessaire].

## Équipement naval
| Classe                                         | Type                        | Navires  | Origine                       | Nombres  | Notes                                              |          |
| Corvette                                       | Corvette                    | Corvette | Corvette                      | Corvette | Corvette                                           | Corvette |
| ---------------------------------------------- | --------------------------- | -------- | ----------------------------- | -------- | -------------------------------------------------- | -------- |
| Tarentul I                                     | Corvette                    |          | Union soviétique              | 2        |                                                    |          |
| Bateau lance-missiles                          |                             |          |                               |          |                                                    |          |
| Osa                                            | Bateau lance-missiles       |          | Union soviétique              | 8        | 5 transférés de l'ancienne marine du Yémen du Sud. |          |
| Bateau d'attaque rapide                        |                             |          |                               |          |                                                    |          |
| Type 037                                       | Bateau lance-missiles       |          | République populaire de Chine | 3        |                                                    |          |
| Sana'a                                         | Patrouilleur                |          | États-Unis                    | 2        |                                                    |          |
| Patrouilleurs d'attaque rapides de 37,5 mètres | Patrouilleur                |          | Australie                     | 10       |                                                    |          |
| Dragueur de mines                              |                             |          |                               |          |                                                    |          |
| Natya                                          | Dragueur de mines           |          | Union soviétique              | 1        |                                                    |          |
| Yevgenya                                       | Dragueur de mines           |          | Union soviétique              | 5        |                                                    |          |
| Embarcation de débarquement                    |                             |          |                               |          |                                                    |          |
| Polnocny                                       | Embarcation de débarquement |          | Pologne                       | 3        |                                                    |          |
| Péniche de débarquement utilitaire             | Embarcation de débarquement |          |                               | 4        |                                                    |          |